# Anthologie de Planude

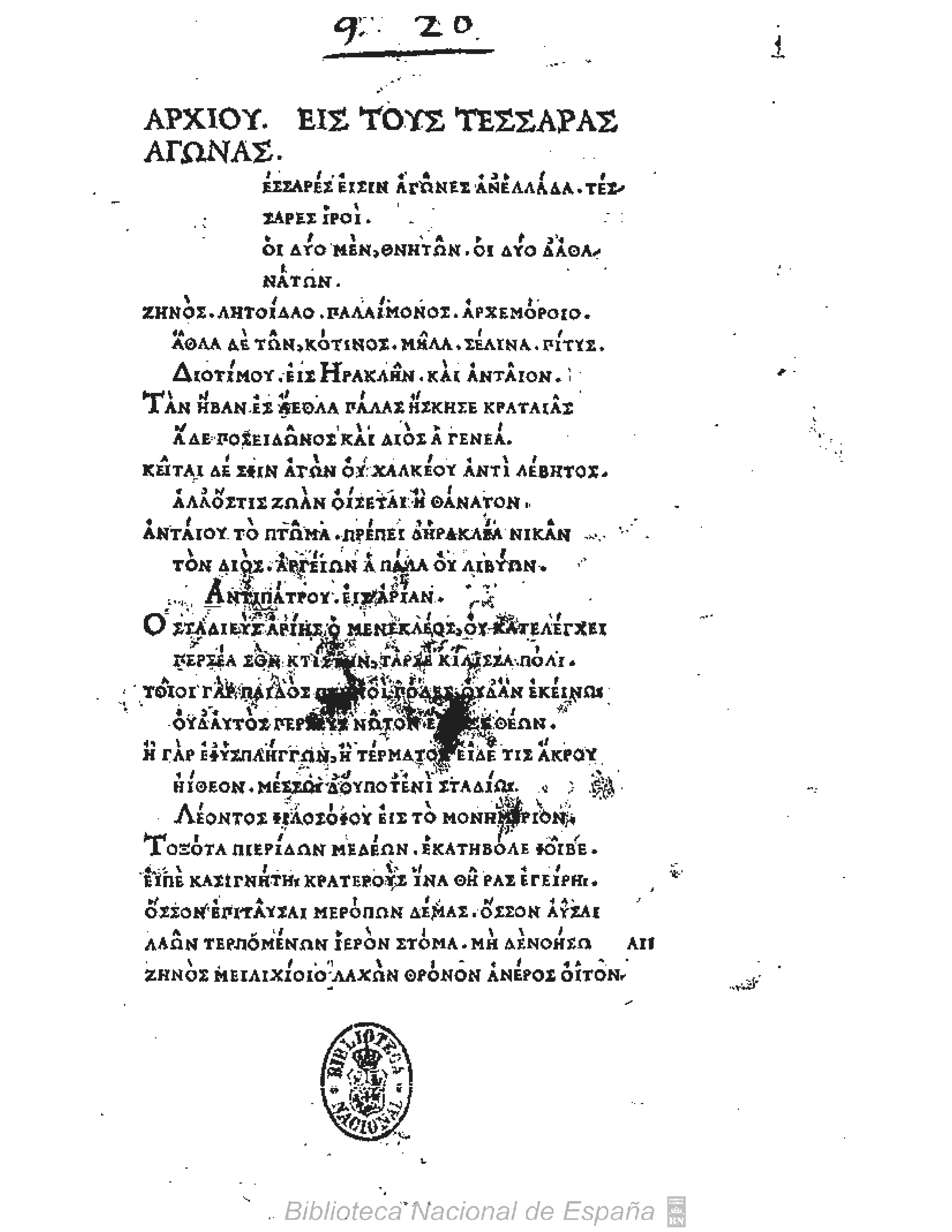
Anthologia Planudea, deuxième page

L'Anthologie de Planude est une compilation byzantine du XIIIe siècle rassemblant quelque 2400 épigrammes, et due à Maxime Planude. Elle est préservée dans un manuscrit autographe conservé à Venise (Marc. gr. 481, de 1299), et deux apographes révisés en 1300 ou 1305 sous la supervision de Planude : l'un se trouve à Londres (B.M. Add. 16409) et l'autre à Paris (B. N. gr. 2744). Ce dernier, fragmentaire, constitue la version finale de l'anthologie.

## Description
La disposition des épigrammes en deux blocs dans le manuscrit Marc. gr. 481 indique que l'auteur a utilisé deux anthologies d'épigrammes pour composer la sienne, toutes deux proches de l'Anthologie palatine, ainsi que l'anthologie de Kephalas.
Planude a disposé sa sélection en sept livres : épigrammes épidéictiques, satiriques, funéraires, ekphrasis, l'ekphrasis de Christodore de Copte, épigrammes votives et enfin amoureuses. Dans chacun de ces livres, les épigrammes sont classées par ordre alphabétique.
Seules 388 épigrammes ne sont pas déjà présentes dans l'Anthologie palatine. Elles sont souvent rassemblées à part dans un seizième livre nommé Appendice planudéen dans les éditions modernes de l'Anthologie grecque.

## Édition
- Robert Aubreton (trad.), avec la collab. de Félix Buffière, Anthologie grecque II : Anthologie de Planude XIII, Les Belles Lettres, Paris, 1980.